# Кафтино
Кафтино (рус. Кафтино) је језеро на северу Тверске области, у европском делу Руске Федерације. Налази се на подручју Бологовског рејона, на око 20 километара североисточно од града Бологоје. Из језера отиче река Кемка (притока Березајке) која га повезује са басеном реке Мсте, односно Балтичког мора. На месту њеног отицања на североистоку језера је још 1834. саграђена брана која је језеро претворила у резервоар са стабилним нивоом воде.
Површина језера је 32 км², а са максималном дубином од 39 метара међу најдубљим је језерима целе Тверске области.
Његове обале су у највећем обрасле густим шумама, а местимично се јавља и мочварна вегетација у приобалном делу. Местимично се јако сужава на свега неколико стотина метара, те је једно такво сужење у централном делу језера искориштено за градњу железничког моста (деоница железничке трасе Бологоје—Бежецк—Сонково).